# 1990 új világörökségi helyszínei
Az UNESCO Világörökség Bizottsága 1990. december 7 - 12. között Banffban megtartott 14. ülésszakán az alábbi helyszíneket nyilvánította a világörökség részévé:
| | A Chiquitos jezsuita missziói |
| Bolívia |                               |
| Kulturális (IV)(V) |                               |
| Hivatkozás: 529 |                               |
| A bennszülöttek megtérítésére érkezett jezsuita papok 1696 és 1760 között úgynevezett „redukciókat” építettek. Ezek olyan települések voltak, ahol az indiánok éltek és keresztény hitre térhettek. A redukciók egyfajta missziós falvak voltak, lakóházakból, templomból, műhelyekből, iskolákból stb. álltak, és az itt élők számára menedéket nyújtottak a rabszolga kereskedők ellen. Az ország keleti részén fekvő települések gazdasági szempontból sikeresek voltak, és az 1767-ben elhagyott jezsuita missziókkal ellentétben a rend kitiltása után is működőképesek maradtak. A missziók központja a rendszerint fából épült templom volt, egyes településeken özvegyek és elhagyott nők számára is építettek menedékházakat. Hat település jó állapotban maradt meg, ezek a San Francisco Javier, Concepción, Santa Aña, San Miguel, San Rafael és a San José redukciók. |                               |

| | Santo Domingo gyarmatosítás korabeli óvárosa |
| Dominikai Köztársaság |                                              |
| Kulturális (II)(IV)(VI) |                                              |
| Védett terület: 106 ha, hivatkozás: 526 |                                              |
| A várost 1498-ban alapította Kolumbusz Kristóf testvére Bertalan, de a jelenlegi helyén csak 1502-től kezdtek építkezni, miután a korábbi várost egy trópusi vihar elpusztította. Santo Domingóban épült fel a kontinens első katedrálisa, kórháza, vámháza és itt alapították meg Amerika első egyetemét is. Santo Domingo jelenleg az ország fővárosa. A település elrendezésére hatottak a reneszánsz várostervezési hagyományok, szigorúan geometrikus, sakktáblaszerűen kialakított utcákkal. Ezután ezt az elrendezést követte csaknem az összes újonnan alapított spanyol gyarmatváros is. Egyes épületein, például az alkirályi rezidencián szintén reneszánsz stílusjegyek ismerhetőek fel. Santo Domingo védelmére már 1503-ban megépítették az Ozama-erődöt, amely a Homenaje-toronnyal együtt feltehetően a legrégebbi ma is álló katonai helyőrség Amerikában. A város legfontosabb műemlékei a Parque Colón körüli történelmi városközpontban található épületek és intézmények. Közéjük tartozik a részben gótikus stílusban 1541-ben emelt Santa Maria la Menor-katedrális, az 1538-ban alapított Santo Tomás de Aquinó egyetem, az 1508-ban épített San Nicolás de Bari kórház romjai és az alkirályi rezidencia. |                                              |

| | Délosz szigete |
| Görögország |                |
| Kulturális (II)(III)(IV)(VI) |                |
| Védett terület: 350,6 ha, hivatkozás: 530 |                |
| A görög mitológia szerint Délosz volt Zeusz és Létó gyermekeinek Apollónnak és Artemisznek a szülőhelye. A feltárt kerámiák bizonyítják, hogy a területen már az i. e. 3. évezredben virágzó település állt. A mükénéi korban a későbbi Apollón-templom helyén egy korábbi szent hely volt, ahol egy hajózással összefüggő kultusznak hódoltak. A perzsák fölött aratott szalamiszi győzelem után a sziget az athéni vezetésű Déloszi Szövetség központjává vált. Nagy Sándor korában az uralma alatt egyesített Mediterráneum keleti részének egyik csomópontja lett. I. e. 166-ban római fennhatóság alá került, majd miután az i. e. 1. században Róma és a keleti területek között közvetlen kereskedelem alakult ki elvesztette jelentőségét. Lakosai az i. sz. 6. században elhagyták, később kőbányának használták. A sziget rendkívül nagy kiterjedésű romterületén 1872-óta folynak ásatások és jelenleg is tartanak. A legfontosabb kiásott területek az Apollón-szentély, a Délosziak agorája, a Theophrastusok agorája, a híres oroszlánszobrok, az Idegen Istenek szentélyének terasza, valamint a színháznegyed. Egyes házak udvarát mozaikokkal díszítették, ezek delfineket, tigriseket, háromágú szigonyokat és istenalakokat ábrázolnak. |                |

| | A Daphni- és a Hosziosz Lukasz-kolostor, valamint a Nea Moni-kolostor |
| Görögország |                                                                       |
| Kulturális (I)(IV) |                                                                       |
| Védett terület: 3,7 ha, puffer zóna: 5 815,6 ha, hivatkozás: 537 |                                                                       |
| A három kolostor földrajzilag távol helyezkedik el egymástól, mégis egy típusba tartoznak és hasonló szerkezeti elemek fedezhetők fel rajtuk. Az első Athén mellett, a második Phocidában, Delphoi közelében, a harmadik az Égei-tenger egy kis szigetén a Kis-Ázsia partjaitól nem messze fekvő Híoszon található. Az épületek négyzetbe foglalt kereszt alaprajzúak, nyolcszög alapú csegelyes kupolával. A templomok legértékesebb díszítőelemei a bizánci művészet második aranykorából származó 11. és 12. századi mozaikok. A Daphni-kolostor kisebb a másik két épületnél, és főleg központi kupolájának 11. századi mozaikjáról híres. A töredékesen fennmaradt mozaik Krisztust ábrázolja prófétákkal. A Hosziosz Lukasz-kolostornak két temploma is van, a kisebb, Theotokosz-templom az ezredforduló körül épült, a görög kereszt alaprajzú kriptával és karzattal rendelkező másik templomot, a Katolikont a 11. század elején emelték. Díszítése (márványpadlója, mozaikjai és falfestményei) rendkívül jó állapotban maradt meg. A Khiosz-szigeten található Nea Moni-kolostor jellegzetességei a ciszternák, a többször átalakított refektórium és az épület délnyugati részén emelkedő szögletes torony. |                                                                       |

| | Huang-hegység |
| Kína |               |
| Vegyes (II)(VII)(X) |               |
| Védett terület: 16 060 ha, puffer zóna: 49 000 ha, hivatkozás: 547 |               |
| Az Anhuj tartományban fekvő Huang-hegység Kína leghíresebb hegyvidéke, az ország képzőművészetének és irodalmának rendszeresen visszatérő motívuma. A tájképeken jellegzetes módon ábrázolt hegységben hetvenhét hegycsúcs emelkedik ki, magasságuk 1000 és 1850 méter között váltakozik. A hegység jellegzetességei különleges formájú sziklái és göcsörtös fenyői, ez utóbbiak kora ezer év is lehet. Az év nagyobb részében a völgyeket sűrű köd borítja, ez olyan illúziót kelt, mintha a hegycsúcsok víz fölött lebegnének. A táj szépsége már az i. sz. 8. században felkeltette az itt élők figyelmét, majd az évszázadok során számos pavilont és templomot emeltek a hegyen, ahonnan gyönyörködhettek a sziklák és növények látványában. A 13-14. században már hatvannyolc templom állt a területen. A hely jelenleg is népszerű zarándok és kirándulóhely. A sziklák mellett jelentősek hátságai, szurdokai, erdői, tavai, vízesései és változatos élővilága is, köztük veszélyeztetett fajokkal. Jellemző növényei a huang-hegységi táblásfenyő, páfrányfenyők és borókák, amelyek közül sok példány meredek szirteken fejlődött ki. |               |

| | Tsingy de Bemaraha Természetvédelmi Terület |
| Madagaszkár |                                             |
| Természeti (VII)(X) |                                             |
| Védett terület: 734 298 ha, puffer zóna: 838 035 hivatkozás: 494 |                                             |
| A sziget nyugati partján fekvő természetvédelmi terület látványos karsztvidéket, éles és magas mészkőtornyokkal szabdalt felföldeket, érintetlen erdőket, tavakat és mangrovemocsarakat foglal magába. A védett terület egyik legfontosabb része egy 1500 négyzetkilométeres élőhely ami a szabadon szinte már csak Madagaszkáron élő lemurok otthona. A lemurok több mint 40 millió évvel ezelőtt jutottak el a szigetre és az elszigeteltségnek köszönhető zavartalan fejlődés során körülbelül negyven fajuk alakult ki. A térség növényvilága a Nyugat-Madagaszkár meszes karsztvidékeire jellemző lombhullató erdőkből, szavannákból és mangrovemocsarakból áll. Állatvilágát eddig még nem tanulmányozták alaposabban. A „tsingy”, ami nehezen megközelíthető, sűrűn egymás mellett elhelyezkedő, éles és nagyon magas mészkőtornyokból álló kőerdő a kaméleonok egyetlen itteni előfordulási helye. A rezervátum keleti részét 300 – 400 méter magas sziklák határolják, nyugati része lankásabb, lekerekített dombokból álló fennsík. Északi részét dombok választják el a védelem alatt nem álló térségtől, míg délen csúcsos sziklaalakzatok teszik nehezen megközelíthetővé. A park számos orchideafajnak nyújt életteret, valamint olyan veszélyeztetett állatoknak mint a lemur. |                                             |

| | Potsdam és Berlin palotái és parkjai |
| Németország |                                      |
| Kulturális (I)(II)(IV) |                                      |
| Védett terület: 2 064 ha, hivatkozás: 532 |                                      |
| Potsdam és Berlin palotái és parkjai gyűjtőnéven került az UNESCO világörökség listájára 500 hektárnyi park és 150 épület Potsdam és Berlin környékén. Noha a kastélyok építése majdnem kétszáz éven át tartott (1730 és 1916 között), összességükben mégis művészi egységet alkotnak a Havel folyó és a Glienicke-tó partján. A helyszínhez tartozik többek között a Sanssouci-palota és parkja, a Babelsberg a csillagvizsgálóval, a Lindstedt-kastély, a Sacrow- és Glienicke-palota, az Új kert a Cecilienhof-palotával, a Pfingstberg a Belvederével és a Páva-sziget. A Sanssouci-palota egy gazdagon díszített rokokó épület Nagy Frigyes porosz király rezidenciája volt. Kertjében később több épületet is emeltek, például a Kínai teaházat, a képtárat, az új szárnyakat és az Új palotát. A Cecilienhof-kastélyban tartották 1945-ben a Németország sorsát eldöntő Potsdami konferenciát. |                                      |

| | San Gimignano |
| Olaszország |               |
| Kulturális (I)(III)(IV) |               |
| Védett terület: 13,88 ha, hivatkozás: 550 |               |
| San Gimignano a Rómába vezető zarándokút egyik fontos állomása volt. Jellegzetes városképét két, a középkorban egymással rivalizáló családnak köszönheti, akik összesen 72 lakótornyot építettek a településen. A város fejlettségét és gazdagságát ezek a tornyok jelképezték. A tornyok némelyike elérte az ötven méteres magasságot, a 72 toronyból mára 14 maradt meg. A családok számára nyújtott lakhely és védelem mellett egyfajta státusszimbólumok is voltak. Látványosak a város falai és erődített házai is, városképe szemlélteti a középkori itáliai városok hangulatát. A történelmi központban a 14. és a 15. századi itáliai építészet jelentős alkotásai láthatók, egy helyen jelennek meg a városi építészet infrastruktúrái, a terek, házak, utcák, paloták és kutak. Székesegyháza eredetileg román stílusban épült a 13. század első harmadában, később egy hatkápolnás kereszthajóval egészítették ki. A városházában (Palazzo del Popolo) Lippo Memmi és Memmo di Filippuccio freskói találhatók a 14. századból. A középkori falfestészet jelentős alkotásának számít a Sant'Agostino-templom freskódíszítése is. |               |

| | Szentpétervár történelmi központja és a kapcsolódó műemlékegyüttesek |
| Oroszország |                                                                      |
| Kulturális (I)(II)(IV)(VI) |                                                                      |
| Védett terület: 3 934,1 ha, hivatkozás: 540 |                                                                      |
| A Balti-tenger partján álló „Észak Velencéjeként” is ismert Szentpétervárt a 18. század elején alapította I. (Nagy) Péter cár. A városszerkezetet Alexandre Leblond tervei alapján alakították ki, építészetére a barokk és klasszicista stílus jellemző. A városszerkezetbe illesztett kőházak, paloták templomok, kolostorok és a csatornákon átívelő több mint 400 híd harmonikus egységet alkot. Az építkezések gyorsan haladtak, Nagy Katalin uralkodásának kezdetére (1729) kialakult ma is látható városképének jelentős része. A lendület egészen a 19. századig kitartott ekkor is remekművek születtek. A város legjellegzetesebb épületei a barokk Téli Palota és az Ermitázs többi épülete, a Péter–Pál-székesegyház és az Admiralitás. A helyszínhez tartoznak még Petrodvorec, Lomonoszov, Carszkoje Szelo (Puskin), Pavlovszk és Gatcsina kastélyai is. A helyszínhez összesen körülbelül 2 400 épület tartozik amelyek nagymértékben befolyásolták az orosz és finn építészet és szobrászat fejlődését. |                                                                      |

| | Kizsi |
| Oroszország |       |
| Kulturális (I)(IV)(V) |       |
| Védett terület: 0,57 ha, puffer zóna: 9 990 ha, hivatkozás: 544 |       |
| Kizsi település Karéliában az Onyega-tó egyik szigetén található. A helyszín egy szabadtéri múzeum, benne egy fa épületegyüttessel, köztük két 18. századi templommal. A két templom közül a korábbi Úr Színeváltozása-templom 1724-ben épült farönkök felhasználásával, szögek nélkül. 22 hagymakupolájának kialakítása az orosz ácsok bravúros teljesítménye. A Szűzanya közbenjárása-templomot 1764-ben építették hasonló technikával. Az épület mellett álló nyolcszögletű harangtorony 1862-ből való. Mindkét templomban festett ikonosztáz rekeszti el a hívőket az oltártól. A szabadtéri múzeumban néhány más helyről idehozott építmény is látható. Az épületegyüttes harmonikusan illeszkedik a tájba, és az orosz faépítészet fejlettségét tükrözi. A mindentől távol lévő félreeső közösség vallási igényeire úgy találtak megoldást, hogy az egész egyházközösséget kiszolgáló épületegyüttest hoztak létre a területen. |       |

| | A Kreml és a Vörös tér, Moszkva |
| Oroszország |                                 |
| Kulturális (I)(II)(IV)(VI) |                                 |
| Védett terület: 42,1 ha, puffer zóna: 1 121,3 ha, hivatkozás: 545 |                                 |
| A Kreml, ami egykor cárok és püspökök székhelye volt a 14. századtól kezdett kiépülni. Első védőfala még fából készült. Itt volt az egyházi és világi hatalom központja. A 16. században Rettegett Iván uralkodása alatt az itt álló templomokat és az erődöt felújították és új épületeket is emeltek. A munkálatok során az orosz építőmestereket itáliai építészek is segítették. Néhány eredeti épülete a Katedrális tér mellett áll, a Vörös tér a 15. század végén alakult ki eredetileg piactér volt. Északi oldalát a Kreml fala, a GUM áruház és a Történeti Múzeum alkotja. Egykor mellette állt a 17. századi Kazanyi-székesegyház is , de ezt az 1930-as években lebontották majd később újra felépítették. A Szenátus palotája II. Katalin cárnő megrendelésére készült, jelenleg államigazgatási célokra használják. Az épületegyüttes bővítése/átalakítása a 20. században is folytatódott, (Lenin-mauzóleum), és jelenleg is az orosz kormány székhelye. |                                 |

| | Río Abiseo Nemzeti Park |
| Peru |                         |
| Vegyes (III)(VII)(IX)(X) |                         |
| Védett terület: 272 407,9 ha, hivatkozás: 548 |                         |
| Az Észak-Peruban, a Középső Kordillerák keleti lejtőjén elterülő 2700 négyzetkilométeres nemzeti parkot 1983-ban alapították az őserdei állat- és növényvilág megóvásának érdekében. A hegyekkel borított terület érintetlen trópusi őserdeiről és füves területeiről ismert. Talaja alapvetően savas és soha nem érte mezőgazdasági vagy fakitermelési tevékenység hatása. Az itteni állat- és növényvilág java része őshonos. A park számos olyan ritka állatfajnak nyújt menedéket, mint a jaguár, a pápaszemes medve, a tatu, nyílméregbékák, a vörös bőgőmajom, és a korábban kihaltnak hitt sárgafarkú gyapjasmajom utolsó populációja. A parkban számos madárfaj is él, köztük az andoki szirtimadár, Peru nemzeti madara. A feltárt régészeti leletek bizonyítják, hogy a terület már i. e. 6000 körül lakott volt. A kutatások 1985-ben kezdődtek és a 2500 és 4000 méteres magasság között folytatott ásatások eddig több mint harminc prekolumbián időkből származó lelőhelyet tártak fel, amelyek átfogó képet adnak az inkák előtti társadalmak életéről. |                         |

| | Kijev: Szent Szófia-székesegyház és a kapcsolódó kolostorépületek, a Pecserszka Lavra (barlangkolostor) |
| Ukrajna | |
| A veszélyeztetett világörökségi helyszínek listájára került: 2023 | |
| Kulturális (I)(II)(III)(IV) | |
| Védett terület: 28,52 ha, puffer zóna: 220,15 ha, hivatkozás: 527 | |
| A kijevi Szent Szófia-katedrális a 11. században létrehozott kijevi keresztény fejedelemség jelképe, amelyet a konstantinápolyi Hagia Szophia templom mintájára és annak riválisaként terveztek. Az öthajós, négyzetes alaprajzú görög kereszt alakú templomot 1037-ben kezdték el építeni Bölcs Jaroszláv uralkodása alatt. Az 55 méter széles, 37 méter hosszú és 29 méter magas belső tér a későbbi átépítések ellenére is megőrizte bizánci jellegét. A Pecserszk Lavra (kolostor) a Dnyeper folyó partján magasodik, építését a 11. században remeték kezdték el egy barlangrendszer fölött. A mongolok és a tatárok is elpusztították, többször átépítették többek között a 17. században is, majd ezt követően teljesen újjáépítették. A barlangokat a szerzetesek temetkezőhelynek használták, bejárataik a Mindenszentek-templomnál és a Szent Anna-templomnál találhatók. Az épületegyüttesen belül három 12. századi templom maradt fenn közülük legjelentősebb a Mennybemenetel-katedrális amelyet a II. világháború után újjá kellett építeni. A kolostorhoz tartozik még egy óratorony és egy refektórium is, amik az épületkomplexum jellegzetes elemei. A 2022-ben kezdődő Orosz–ukrán háború miatt a helyszín 2023-ban felkerült a veszélyeztetett világörökségi helyszínek listájára. | |

| | Te Wahipounamu Nemzeti Parkok |
| Új-Zéland |                               |
| Természeti (VII)(VIII)(IX)(X) |                               |
| Védett terület: 2 600 000 ha, hivatkozás: 551 |                               |
| A helyszín a Déli-szigeten elterülő négy nemzeti parkból áll, amelyek 26 000 négyzetkilométeres összterülete alkotja a világ egyik legnagyobb természetvédelmi területét. Alpesi vegetációjával és egyedi állatvilágával ez Új-Zéland egyik legérintetlenebb térsége. Az éves csapadékmennyiség eléri a 10 000 millimétert, ami ideális feltételeket teremt a szubtrópusi esőerdők számára. A hegyvidéki tájat a csendes-óceáni és az indo-ausztrál kéreglemezek ellentétes irányú mozgása hozta létre körülbelül ötmillió évvel ezelőtt. Legmagasabb pontja a Mount Cook 3754 méteres, lesüllyedt völgyeinek mélysége eléri a 400 métert. A vidék fő jellegzetességei a gleccserek, a tavak az áthatolhatatlannak tűnő növényzet, a csipkézett hegygerincek és a kisebb-nagyobb sziklafalak. A nemzeti park számos őshonos állat legfőbb természetes élőhelye, és itt található az ország legnagyobb madárpopulációja is. Néhány völgyben röpképtelen tahake is él, amit 1948-ig kihaltnak hittek. A kristálytiszta parti vizek jellemző állata az oroszlánfóka a delfin és az őshonos fjordlandi pingvin. A növénytakaró jól elkülöníthető sávokra oszlik, az alacsonyabban fekvő csapadékosabb, nyugati területeket esőerdő és lápvidék, 1000 métertől a hegycsúcsokig cserjékből, fűcsomókból álló alpesi vegetáció borítja. A keleti, szárazabb vidékre több nyílt erdő és a cserjés füves rét jellemző. |                               |

| | Tongariro Nemzeti Park |
| Új-Zéland |                        |
| Vegyes (VI)(VII)(VIII) |                        |
| Védett terület: 79 596 ha, hivatkozás: 421 |                        |
| Új-Zéland legrégebbi, 1887-ben létrehozott, 750 négyzetkilométeres nemzeti parkja a vulkanikusan aktívabb Északi-sziget közepén helyezkedik el. A vulkanikus aktivitás oka a csendes-óceáni és az indo-ausztrál kéreglemezek találkozása. Ezek a jelenleg is zajló geológiai folyamatok hozták létre a világ legmagasabban fekvő lávafennsíkját. A nemzeti park egy 2500 kilométer hosszú aktív és kihalt tűzhányók nem összefüggő láncolatából álló hegyvonulat végén helyezkedik el. Három ma is működő tűzhányója a Tongarino, a Ngauruhoe és a Ruapehu és egyben ezek a park fő látványosságai is. A maorik legfőbb vezetője Horonuku te Heuheu Tukino 1887-ben a koronának ajándékozta a földjükön fekvő hegycsúcsokat és egyben fel is kérte az angol uralkodónőt, Viktória királynőt a hely megóvására. A táj képe változatos, megtalálhatók benne kicsi, az éghajlatváltozás miatt visszahúzódott, egy kilométernél is rövidebb gleccserek, esőerdő maradványok, kopár jégmezők, vízesések, zuhatagok és tavak. Az itt élő legelterjedtebb állatok a madarak, belőlük eddig több mint 50 fajt figyeltek meg, köztük olyan veszélyeztetett fajokat is mint a barna kivi és a páfrányposzáta. Az emlősök közül leggyakoribb az őshonos új-zélandi denevér és a hosszúfarkú denevér. |                        |

| | Itchan Kala, Híva történelmi óvárosa |
| Üzbegisztán |                                      |
| Kulturális (III)(IV)(V) |                                      |
| Védett terület: 37,5 ha, hivatkozás: 543 |                                      |
| Itchan Kala, az ősi oázis, a mai Híva magas falakkal körbevett városrésze a nyugat-üzbegisztáni Horemz tartományban fekszik a türkmén határ közelében. A kereskedelmi út mellett alapított település az utolsó pihenőhely volt a sivatagi átkelés előtt az Irán felé vezető úton. A tíz méter magas fallal védett városrész megmaradt épületei a közép-ázsiai iszlám építészet klasszikus példái. A négyszáz méter széles és körülbelül hétszáz méter hosszú óvárosban viszonylag kevés épület maradt fenn, ezek azonban magas művészi színvonalat képviselnek. Itchan Kala igazi értékét nem az egyéni épületek adják, hanem sikátorainak, medreszéinek, mauzóleumainak, minaretjeinek és mecseteinek összessége. Az óváros összképe viszonylag egységes, homokszínű épületek és csillogó színes kerámiával díszített kupolák és minaretek jellemzik. A városközpont legfontosabb épületei a Dzsuma mecset, mauzóleumok és medreszék, valamint két 19. századi palota. Itchan Kala jellegzetes épülete az Amin Kán-medresze előtt álló befejezetlen, kerámiával díszített, 28 méter magas Kalta Minor-minaret, amelyet eredetileg 70 méteresre terveztek. A városfal mellett álló erőd és a hajdani uralkodói rezidencia a 17. században épült, a 19. század elején épült új uralkodói székhely a város másik végében kapott helyet. |                                      |